# Reaktive elektrophile Spezies
Reaktive elektrophile Spezies (RES) sind in der Biochemie Stoffe, die aus der Oxidation von Lipiden, Proteinen und Kohlenhydraten durch reaktive Sauerstoffspezies (ROS) entstehen.

## Eigenschaften
RES haben elektronendefiziente Zentren und können so unter anderem zu einer irreversiblen Thiol-(S)-Alkylierung (Michael-Addukt-Bildung) von Cysteinen führen. Daneben mindern RES das reduzierende Potential des Zytosols.
RES sind in Pflanzen bei der Aktivierung der Genexpression verschiedener Gene beteiligt, die bei der Einleitung einer Apoptose als Antwort auf umweltbedingten Stress oder Pathogene induziert werden sowie (bei niedrigen RES-Konzentrationen) der Induktion von antiapoptotischen Genen dienen. Diese RES-induzierten Gene werden über einen Klasse-II-TGA-Transkriptionsfaktor induziert und umfassen unter anderem Gene für Entgiftung, Zellzyklus und Chaperone.
In Chlamydomonas reinhardtii wurden RES-induzierte Gene zur Entgiftung und Stressantwort durch Aktivierung des Electrophile Responsive Element (Gen SOR1) beschrieben.